# 시모미나미즈루촌
시모미나미즈루촌(下南津留村)은 일본 오이타현 기타아마베군에 설치되었던 촌이다. 현재의 우스키시의 일부에 해당한다.